# Demetrios von Kallatis
Demetrios von Kallatis (griechisch Δημήτριος Καλλατιανός Dēmḗtrios Kallatianós) war ein antiker griechischer Geschichtsschreiber. Er lebte im späten 3./frühen 2. Jahrhundert v. Chr.
Über Demetrios, der aus Kallatis an der Westküste des Schwarzen Meeres stammte, ist sehr wenig bekannt. Er verfasste ein historisch-geographisches Werk mit dem Titel Über Asien und Europa in 20 Büchern, von dem nur sechs Fragmente erhalten sind. Das letzte in den Fragmenten erwähnte Ereignis ist der Tod Hierons II. von Syrakus 215/14 v. Chr. Diese Angabe bildet den terminus post quem für den Tod des Demetrios.
Das Werk des Demetrios war qualitativ wohl recht ansprechend. Es wurde von mehreren späteren Autoren benutzt, so nachweislich von Strabon und Lukian von Samosata. Agatharchides äußerte sich günstig darüber. In der Spätantike hat es dann noch Stephanos von Byzanz herangezogen. Demetrios scheint weniger Universalgeschichte als vielmehr anspruchsvolle geographische Schilderungen geschrieben zu haben. Bei Strabon ist eine Auflistung von Erdbeben erhalten, die Demetrios angefertigt hat, wohl im Rahmen des erwähnten Werks. Allerdings sind genaue Aussagen aufgrund des trümmerhaften Zustands spekulativ, zumal es möglich ist, dass Demetrios mehr als ein Werk verfasst hat.

## Textausgaben
- Die Fragmente der griechischen Historiker, Nr. 85 bzw. Brill’s New Jacoby (mit englischer Übersetzung, Kommentar und biographischer Skizze von Johannes Engels).